# Bad Aussee
Bad Aussee (o semplicemente Aussee) è un comune austriaco di 4 862 abitanti nel distretto di Liezen, in Stiria; ha lo status di città (Stadt) ed è stato capoluogo del subdistretto di Bad Aussee (Expositur Bad Aussee), soppresso nel 2011.
È stata designata Città alpina dell'anno 2010.

## Geografia fisica
La cittadina si trova nella parte sudorientale del Salzkammergut, a circa 70 km da Salisburgo e non lontana dai centri di Hallstatt, Bad Ischl, Liezen e Gröbming. I laghi più vicini sono il Grundlsee (dove si affacciano alcune frazioni) e l'Altausseer See, nel vicino comune di Altaussee.
Bad Aussee conta le seguenti dieci frazioni: Anger, Eselsbach, Gallhof, Gschlößl, Lerchenreith, Obertressen, Reitern, Reith, Sarstein, Unterkainisch